# Flight of the Behemoth
Flight of the Behemoth – drugi album zespołu Sunn O))), na którym styl zespołu przybiera bardziej eksperymentalną formę. Współpracują na nim z japońskim muzykiem o pseudonimie Merzbow oraz używają wokali i perkusji w utworze FWTBT.
FWTBT jest coverem utworu Metalliki For Whom The Bell Tolls. Zespół chciał utrzymać oryginalną strukturę utworu, ale jednocześnie zmienić całkowicie jej styl. Dokładny tytuł utworu to F.W.T.B.T (I Dream of Lars Ulrich Being Thrown Through the Bus Window Instead of My Mystikal Master Kliff Burton).

## Lista utworów
| 1. | Mocking Solemnity | 9:12  |
|    |                   |       |
| 2. | Death Becomes You | 13:09 |
|    |                   |       |
| 3. | O)))Bow 1         | 5:54  |
|    |                   |       |
| 4. | O)))Bow 2         | 12:53 |
|    |                   |       |
| 5. | FWTBT             | 10:19 |
|    |                   |       |
|    |                   | 51:27 |
|    |                   |       |

## Twórcy
- Stephen O’Malley
- Greg Anderson
- Aspirin Feast - perkusja w „FWTBT”
- Bootsy Kronos - gitara basowa w „FWTBT”
- Mystik Kliff i MK Ultra Blizzard - głosy, gitary i synchronizacja w „FWTBT”